# Марко Варалагті
Марко Варалахті (англ. Marko Varalahti, Фінляндія) — колишній стронгмен з Фінляндії. Відомий своїм виступом на змаганні Найсильніша Людина Світу 1995 де він посів третє місце. Того ж року він посів перше місце на змаганні Найсильніша Людина Фінляндії.

## Досягнення
- Найсильніша Людина Фінляндії (1995)
- 3-те місце на змаганні Найсильніша Людина Світу (1995)